# ヒーマン
ヒーマン（本名：堤 保友（つつみ やすとも）、1959年7月31日 - 2021年7月21日）は、佐賀県を中心に活動していたラジオパーソナリティ・ローカルタレント。個人事務所有限会社ビッグカンパニー代表取締役。
佐賀弁を話すのが特徴。芸名は、肥満体質であることから付けられた。MAX体重は105kg。

## 略歴
佐賀県佐賀市出身。実家は工務店を営んでいる。
佐賀県立佐賀東高等学校卒業後、当初は家業を手伝っていたが、その後喫茶店店員・トラックドライバー・営業など様々な職業を経験した。飲食業では飲食店で店長まで上り詰め、後に企画会社「HELP企画」を設立したが倒産した。
1988年、様々な職業を経験して身に付いた話術を活かして、佐賀市内に「カラオケパブB's BAR」を開店。このときは経営は順調だったようで、その後カントリーレストラン＆バーライブハウス「BEER'S」、レディスファッション「ブラッサム」、ショットバー「B-Side」と次々に店舗展開。有限会社ビッグカンパニーを創立し、代表取締役社長に就任した。
1993年、友人のえぐPに誘われてエフエム佐賀『のばなしラジオ』のパーソナリティに起用され、タレント活動を開始。佐賀弁を巧みに操るキャラクターで、リスナーから人気を博すようになった。1998年には才能ある若手育成のため「ヒーマンお笑い研究所」も設立。しかしタレント活動が多忙となったことで、それに専念するため飲食店を全て閉めた。
2000年頃から福岡進出。RKBラジオで、東京から戻った吉野綾や演歌歌手加納歌佳とのコンビで始まった「おかえりラジオ」を担当したことを皮切りに福岡でも人気が定着した。
その後はタレントとして、ラジオパーソナリティをメインに、司会業、歌手として佐賀、福岡地区で活躍。ラジオ・テレビのCM出演本数も既に100本を超す。2008年には、NBCラジオ佐賀で2本、RKBラジオで1本、エフエム佐賀で1本で同時期に計4本のレギュラー番組を持っており、RKBラジオで2005年10月から福地高子とのコンビで始まった「福地高子・ヒーマンのとっておきの夜なのだ!」が2005年度のギャラクシー賞ラジオ部門の選奨として受賞した。
またCDも制作し、2005年に発売されたCD「がばい佐賀弁」が佐賀県内で大ヒットを記録。翌2006年6月7日に徳間ジャパンより「がばい佐賀」でメジャーデビューを果たす。「がばい佐賀」とコラボした商品「がばい佐賀まるぼうろ」「がばい佐賀米」が発売される。
2008年1月に次男が早乙女太一が所属している劇団朱雀に入団、「早乙女大和」を襲名。
2016年に再度「ゆめぷらっと小城」にカフェダイニングFLaT PLaT（ふらっとぷらっと）を開くが、2020年3月末以降新型コロナの影響で営業自粛となりそのまま閉店。2020年7月、同店を佐賀市文化会館内に移転して開店。
2021年7月21日、虚血性心疾患のため佐賀県医療センター好生館で死去。61歳没。

## 出演番組

### 出演していた番組
NBCラジオ佐賀
- ここ・らじ（2013年4月から2018年3月、木曜 9:00～11:50）
- ヒーマン&ヒゲドクターのチョイ悪ラジオ（日曜 17:30～18:00）
- いいわけラジオ!
- とれたてヒーマン!（～2007年3月）
- 満腹ワイド ラジDONぶり（2008年4月～2009年3月、水曜 12:00～16:10）
- おはこんラジオ（2007年4月から2013年3月、木曜・金曜 7:25～11:40）
- ただいま、ラジオ。（2018年4月5日から降板時期不明）

RKBラジオ
- おかえりラジオ
- 歌謡曲ヒット情報（2003年4月～2004年3月）
- 晴れ!ときどきヒーマン
- ヒーマンよしののおかえりラジオ
- ホークス歌の応援団
- 今夜も一杯、飲んで候（2002年4月 - 2007年9月）
- 福地高子・ヒーマンのとっておきの夜なのだ!（2005年10月3日 - 2013年3月末をもって降板）

FM佐賀
- ギンタクラブ
- 運転手さんちょっと一服
- のばなしラジオ
- ヒーマンのくわんかラジオ 2008年9月をもって終了
- 昼から!のばなしラジオ（月曜・火曜 11:30～12:55）　2008年4月～2009年3月終了
- 夕方ラジオ チェケラッチョ（毎週木曜日 16:00～18:55）　2009年-2010年ナイターシーズン期のみ

サガテレビ
- 情報プラザDONDON DOようび　2014年4月〜2015年9月 - 「魅力新発見！ドライビングスポット」を担当
- パチンコプレスTV パチ☆プレ
- ヒーマンの佐賀の名店・よかナビ
- ヒーマンの佐賀の名店がばいよか!　2006年10月～2007年9月
- ヒーマンの・がばい佐賀はがばいよか!　2007年10月～2008年3月
- BS旅気分！わがまま！気まま！いい旅！夢気分！　2007年夏/2008年夏/2009年夏

## 生前共演した人物

### 佐賀県のラジオ（エフエム佐賀、NBCラジオ佐賀）
- 徳永陽子
- 大迫佐和子
NBCラジオ佐賀契約社員。ラジオカーリポーター「スキッピー佐賀」出身のパーソナリティ兼ディレクター。
- 松本由紀
佐賀・筑後を中心に活動していた元ローカルタレント。後述の「ヒーマン・えぐP」コンビ解消後、FM佐賀『のばなしラジオ』では当時独身だった松本と組むことが多かった。出産後、テレビ、ラジオの出演は無いが、司会業などでタレント活動は復活している。
- 江口美智子（えぐP）
友人で元佐賀県警察の女性警官。コンビを組んだ当時は佐賀市内で夫とバイク販売店を営んでいた傍らFM佐賀などでパーソナリティとして活動していた。ヒーマンをこの世界に引きずり込んだのは自分であると過去に地元メディアで語っている。しかし「ヒーマン・えぐP」コンビは放送禁止すれすれの過激で危ない発言を繰り返していたこともあり、放送局側の判断でコンビ解消となった。
- 古賀直子
- ごうまなみ
- 豊永香代
- 田代奈々

### サガテレビ
- 一ノ瀬裕子
- 奥田圭

### RKBラジオ
- 福地高子
- 吉野綾
- 富永倫子
- 長谷川友子